# 迈克尔·布雷克 (音乐家)
迈克尔·雷纳德·布雷克（英語：Michael Leonard Brecker，1949年3月29日—2007年1月13日），美國爵士次中音薩克斯風手。他被视作流行音乐年代最重要的爵士萨克斯风手之一，演奏技巧甚为艰深。一生还和多种风格流派的爵士乐，摇滚乐和流行乐上百位音乐家合作过不计其数的专辑。他的个人独奏作品也相当出色。

## 生平
21岁加入融合爵士乐队夢并开始了音乐表演生涯。随后和胞兄兰迪·布雷克组建了融合爵士乐队布雷克兄弟乐队并曾经在北京演出。
2007年1月因血液疾病病逝于美国。